# José Miguel Insulza
José Miguel Insulza Salinas (Santiago, 2 de junio de 1943) es un abogado, académico, investigador y político chileno, miembro del Partido Socialista (PS). Destacó como subsecretario, canciller de la república y ministro secretario general de Gobierno durante la presidencia de Eduardo Frei Ruiz-Tagle, entre 1994 y 2000, luego bajo el mandato del presidente Ricardo Lagos ejerció como ministro del Interior, desde 2000 hasta 2005. En el segundo gobierno de Michelle Bachelet, fue designado como representante de Chile en el litigio con Bolivia ante el Tribunal de La Haya, cargo que ejerció entre noviembre de 2015 y noviembre de 2016. Desde marzo de 2018, se desempeña como senador por la Región de Arica y Parinacota, periodo 2018-2026.
Entre 2005 y 2015, se desempeñó como secretario general de la Organización de los Estados Americanos (OEA), siendo el segundo mandatario chileno en alcanzar dicho cargo tras Carlos Dávila Espinoza (1954-1955).

## Primeros años
Nació en Santiago de Chile, el 2 de junio de 1943.
Realizó la totalidad de sus enseñanzas básica y media en el Saint George's College de la capital chilena. Continuó los superiores en la Facultad de Derecho de la Universidad de Chile presentando la tesis de grado Teoría y práctica revolucionaria en la obra de León Trotsky, en 1969. Se tituló como abogado el 30 de noviembre de 1992. Cursó una maestría en ciencias políticas de la Universidad de Míchigan (Estados Unidos). Además, realizó cursos de posgrado en la Facultad Latinoamericana de Ciencias Sociales (Flacso). Ha trabajado como profesor en las universidades Católica, Central y De Chile.
Su padre Agustín Insulza Fuentes era masón y su madre Ana Salinas Cordovezy, católica. Militó en sus años de universidad en la Democracia Cristiana. A finales de los años '60 contrajo matrimonio con Valeria Ambrosio, hermana del fundador del Movimiento de Acción Popular Unitaria (MAPU), Rodrigo Ambrosio, luego se separó. Contrajo segundas nupcias en 1992 con la mexicana Georgina Núñez Reyes, una economista, experta en asuntos internacionales, que en Chile y en los Estados Unidos ha trabajado en la Cepal. Es padre de una hija y dos hijos.

## Inicios en política
A comienzos de los años 1970, Insulza participó activamente en el Gobierno de Unidad Popular de Salvador Allende. Trabajaba como asesor del Ministerio de Relaciones Exteriores, dirigido por Clodomiro Almeyda,cuando tuvo lugar el golpe de Estado de Augusto Pinochet. Insulza se encontraba fuera de su país y fue impedido de ingresar por la dictadura cívico-militar, pasando, de esta forma, al exilio político. En la Cancillería conoció a Eliana Merlet, su segunda esposa.
Hasta 1981 residió en la ciudad italiana de Roma, año en el cual emigró a México. Allí fue investigador y, posteriormente, director del Instituto de Estudios de Estados Unidos en el Centro de Investigación y Docencia Económicas (CIDE).
También ejerció la docencia en las universidades Nacional Autónoma de México e Iberoamericana y en el Instituto de Estudios Diplomáticos Matías Romero.

## Ministro de Estado

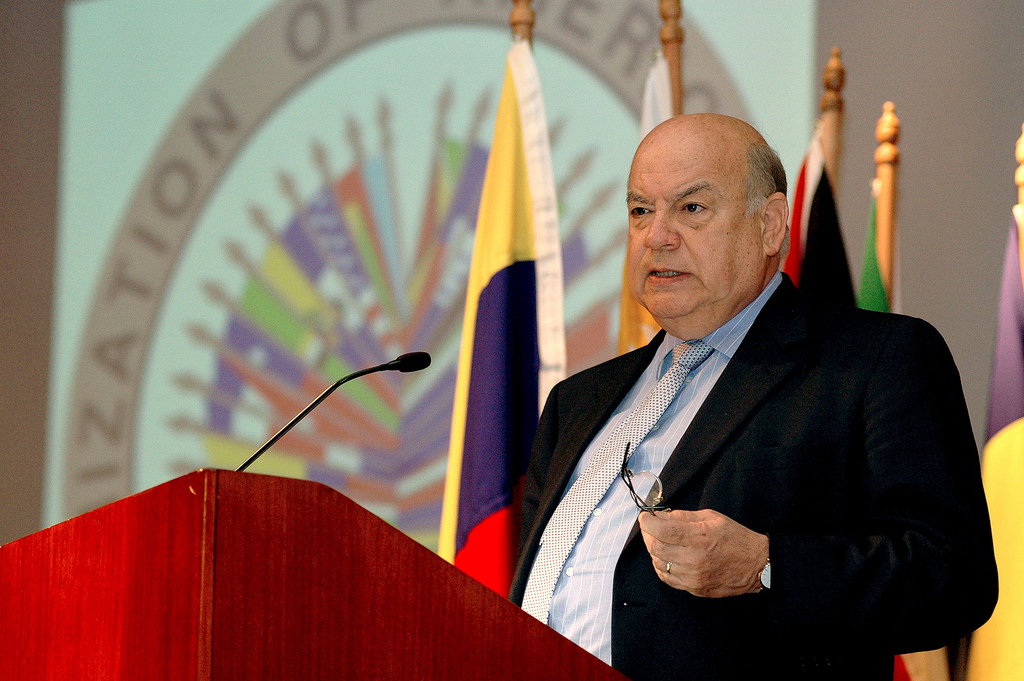
José Miguel Insulza en 2008.

Con el retorno a la democracia, en 1990, Insulza asumió un rol importante en el ámbito del Ministerio de Relaciones Exteriores durante el Gobierno de Patricio Aylwin. Durante ese periodo, fue embajador para la Cooperación Internacional, director de Asuntos Económicos Multilaterales de la cartera y vicepresidente de la Agencia de Cooperación Internacional (AGCI).
Al asumir Eduardo Frei Ruiz-Tagle como presidente, el 11 de marzo de 1994, Insulza fue nombrado subsecretario de Relaciones Exteriores y, meses más tarde, el 20 de septiembre, adoptaría el cargo de ministro. Así asumía por primera vez como secretario de Estado, grado en el que estaría por más de diez años. Durante ese periodo Chile se asoció al Mercosur y fue sede de la VI Cumbre Iberoamericana de jefes de Estado y de Gobierno.
Insulza aceptó rápidamente el desfavorable y cuestionado fallo respecto a la disputa de la laguna del Desierto el cual concedió la gran mayoría del territorio a Argentina.
En 1995 inicia labores desde la cancillería para permitir la restablecer las relaciones diplomáticas con Cuba a nivel de embajadores, logrando coordinar la visita de Fidel Castro a Chile el año 1996 en el marco de la VI Cumbre Iberoamericana de jefes de Estado y de gobierno.
En 1998 enfrentaría su situación más difícil: el arresto de Augusto Pinochet en Londres, por orden del juez español Baltasar Garzón. Si bien Insulza estaba a favor de que Pinochet fuese juzgado (algo que en ese tiempo no se veía factible en Chile), debió aceptar su labor como ministro y luchar porque el exdictador volviera al país. Fue promotor del polémico acuerdo de 1998 respecto al litigio del campo de hielo patagónico sur el cual buscó redibujar el límite ya definido hace 100 años atrás por los peritos de ambos países junto a María Teresa Infante Caffi, entonces directora de la DIFROL.
El 22 de junio de 1999, Insulza fue transferido al Ministerio Secretaría General de la Presidencia. Aunque ya no estaba en RREE, Insulza logró su misión y, el 3 de marzo de 2000, días antes de que asumiera el nuevo presidente, Pinochet regresaba a Chile.
El 11 de marzo de 2000, asumió como ministro del Interior durante el Gobierno de Ricardo Lagos. En tal función destacó por su solidez hasta en los momentos más complicados del Gobierno, lo que llevó a que se le apodara como El Pánzer.

## Secretario general de la OEA

### Primer periodo: 2005-2010
Durante 2004 debía realizarse la elección del nuevo secretario general de la Organización de los Estados Americanos que sucedería al colombiano César Gaviria. Una de las metas del Gobierno de Lagos era posicionar a Chile dentro del mundo y como líder latinoamericano y una de las principales oportunidades de lograr aquello era alcanzando el cargo máximo de la organización continental con la figura de Insulza. Sin embargo, el exgobernante costarricense Miguel Ángel Rodríguez se impuso fácilmente pues la OEA nunca había sido dirigida por un centroamericano. Insulza abandonó finalmente la idea y se preocupó de terminar su carrera como ministro.
Paralelamente, se comenzaban a gestar las postulaciones para las candidaturas para las elecciones presidenciales del año 2005.

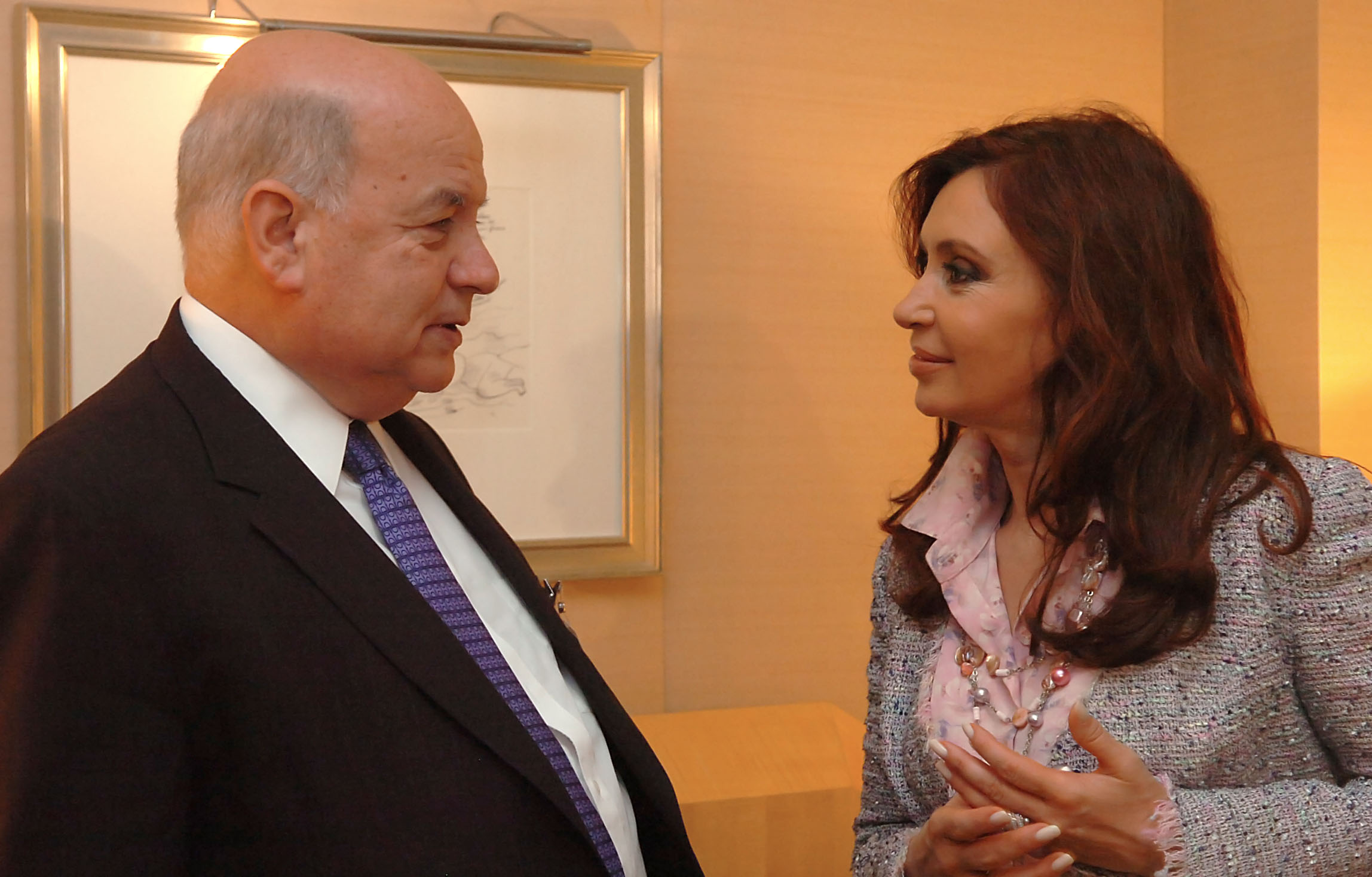
José Insulza y la presidenta de la Argentina, Cristina Fernández.

Insulza se alzó en un comienzo como el favorito para representar al Partido Socialista, pero con el correr de los meses, la figura de Michelle Bachelet (considerada como mucho más empática que la del Pánzer) emergió y logró la nominación del bloque PS-PPD-PRSD. Empero, siempre se presumió que Insulza sería el as que guardaba la Concertación bajo la manga en caso de que ninguna de las candidatas (Bachelet o la canciller Soledad Alvear) pudiera lograr ventaja ante el candidato de oposición, Joaquín Lavín.
Un cambio radical, sin embargo, se gestó cuando el recientemente electo nuevo secretario general de la OEA, Miguel Ángel Rodríguez, debió renunciar a su cargo como consecuencia de acusaciones de corrupción en Costa Rica. Así, nacía una nueva oportunidad para Insulza. Junto al chileno se presentaron las candidaturas del secretario mexicano de relaciones exteriores Luis Ernesto Derbez y la del expresidente salvadoreño Francisco Flores. La candidatura chilena debió enfrentar el rechazo implícito de Estados Unidos, algo que era bastante importante pues ninguno de los anteriores secretarios generales habían sido elegidos sin el apoyo del Gobierno estadounidense. Esto fue un arma de doble filo, pues votar por Insulza significaba, de cierta forma, rebelarse contra Estados Unidos, lo que podría traer algunas consecuencias a varios de los países electores; pero a la vez, representaba la oportunidad para reformar a la OEA y demostrar que Estados Unidos no gobernaba a América Latina.
Pero pronto la candidatura chilena comenzó a ganar apoyos dentro del subcontinente sudamericano. Brasil se convirtió en el generalísimo de campaña de Insulza y evocó al espíritu sudamericano para apoyar al chileno. Argentina, Uruguay y Ecuador también apoyaron a Insulza. Venezuela, país con el que Chile había tenido tensiones diplomáticas durante 2003, se unió a este grupo. Sin embargo, Bolivia y Perú objetaron al candidato chileno y Colombia apoyó al candidato proestadounidense. Paraguay no apoyaría a Chile pues quería que su canciller fuera elegida en el segundo cargo de la Organización, y la elección de Insulza lo impediría al provenir ambos candidatos de la misma región geográfica.
Una gira realizada por el presidente Lagos y su ministro del Interior en el Caribe, permitió que la mayoría de los países del CARICOM votara por Insulza. A esto se sumaba Haití, país en el que se encontraban tropas chilenas en el proceso de paz guiado por Naciones Unidas, por lo que era un voto contado por la diplomacia chilena.
La muerte de Juan Pablo II hizo que la votación fuera cambiada de día al 11 de abril de 2005. Según los cálculos de la diplomacia, Chile lograba 20 votos, superando los 18 necesarios para adjudicarse la Secretaría General. Tres días antes de la votación, el favorito de los Estados Unidos, Francisco Flores, renunció a su postulación y llamó tácitamente a votar por Derbez, el nuevo elegido por Washington.
En aquella ciudad, sede de la Organización de los Estados Americanos, fue realizada la primera votación. Sorpresivamente, el chileno y el mexicano empatarían a 17 votos, por lo que fue necesaria una nueva votación. Un total de cinco empates a 17 votos hizo que la elección fuese suspendida hasta el 2 de mayo. Panamá oficializó minutos antes que votaría por el mexicano. Aunque nunca lo dijeron explícitamente, Bahamas y Haití habrían cambiado su voto.
En un comienzo, este empate fue visto en Chile como una derrota después del triunfalismo que se respiraba en la Cancillería días antes de la votación. Pero la diplomacia chilena se jugó todas sus armas para convencer a algún par de votos. Panamá y Paraguay fueron convencidos y los votos sudamericanos mantenían el apoyo a Insulza. Chile tenía la mayoría para ser electo, desechándose la opción de que naciera un tercer candidato de consenso.
Durante el Congreso de las Democracias, realizado en Santiago de Chile, y tras la intervención de Condoleezza Rice, Luis Ernesto Derbez anunciaba su renuncia a la candidatura. Sólo faltaba la votación para que Insulza asumiera como nuevo secretario general, hecho que se produjo el 2 de mayo de 2005. 31 votos a favor, dos abstenciones y un voto blanco (de México, Perú y Bolivia, respectivamente) fue el resultado final. Insulza terminaba su carrera como ministro y se convirtió en secretario hemisférico.
Insulza asumió como secretario general de la OEA con el compromiso de «fortalecer la relevancia de la Organización e incrementar su capacidad de acción».
Hasta el 5 de enero de 2009 Insulza apareció como una de las principales cartas de la Concertación para las elecciones presidenciales de diciembre. Su candidatura, que debía pasar antes por la renuncia a su alto cargo, fue descartada en dicha fecha a la luz de las encuestas de opinión, las que, tras la renuncia a la opción de una nueva candidatura por parte del expresidente Ricardo Lagos, habían mostrado en una mejor posición al senador y también exmandatario, Eduardo Frei Ruiz-Tagle.
El 19 de junio de 2009 anunció, ante medios chilenos, que estaría dispuesto a buscar la reelección inmediata en el cargo como secretario general de la OEA.

### Segundo periodo: 2010-2015
Su reelección tuvo lugar, por aclamación, el 24 de marzo de 2010, contando con el apoyo unánime de los 33 países miembros activos, incluidos Estados Unidos y Venezuela.
En 2010 inicia las labores de mediación en la crisis fronteriza entre Nicaragua y Costa Rica por la ocupación de tropas nicaragüenses en el sector del río San Juan. Durante su gestión hace llamados al diálogo en el manejo del conflicto militar.
En febrero de 2012 impulsa la iniciativa Visión Estratégica de la OEA, buscando el fortalecimiento de cuatro pilares fundamentales: Democracia, Derechos Humanos, Desarrollo Integral y Seguridad Multidimensional. La aprobación de esta resolución en septiembre de 2014 le valió el reconocimiento de diversos líderes de la OEA.
En julio de 2012, Insulza viaja a El Salvador para gestionar el rol de garante en el proceso de tregua entre el gobierno salvadoreño y las pandillas Mara Salvatrucha (MS) y Barrio 18, pandillas criminales relacionadas con la venta de drogas, extorsión, venta de armas, secuestro, robo y asesinatos por encargo.
En julio de 2013 Insulza es distinguido por el gobierno paraguayo con la Condecoración de la Orden Nacional al Mérito José Falcón, otorgada por el Ministerio de Asuntos Exteriores de Paraguay, por su labor de apoyo a la política externa del país y el respeto a la soberanía de dicho país.

### Posturas políticas de Insulza al frente de la OEA

#### Gobierno de Cuba
En 2006 Insulza declaró: «yo soy un gran convencido que el sistema cubano puede evolucionar en la medida en que respetemos lo que los cubanos quieran, y segundo, que no intentemos imponer soluciones, o crear una agitación o un proceso conflictivo dentro de Cuba».
Además, declaró: «yo creo que nosotros podemos cooperar mucho en la transición en Cuba diciendo claramente que queremos una transición y que queremos que haya democracia, pero, al mismo tiempo, no pretendiendo imponerla desde fuera y dándole todo el tiempo que sea necesario».
En junio de 2009, durante su primer periodo como secretario general, Insulza promovió la reinconporación de Cuba a la OEA, buscando la derogación de la resolución que excluyó a este país de la participación en la organización el año 1962 por sus vínculos con el bloque soviético. En 2014, Insulza se convirtió en el primer secretario general de la OEA en viajar a Cuba durante las cinco décadas en que este país estuvo expulsado de la organización al participar de la segunda Cumbre de Estados Latinoamericanos y Caribeños (Celac). Aunque, hasta el año 2018, el país no se ha reincorporado oficialmente en la organización, se logró la presencia del jefe de Estado cubano en la Cumbre de las Américas del año 2015 y 2018.

#### Ruptura constitucional en Honduras
Insulza viajó especialmente a Honduras el 3 de julio de 2009 llevando una «dura resolución» de la Asamblea General, que él mismo promovió, redactó y consiguió su aprobación para restaurar inmediatamente al presidente Manuel Zelaya, y que decía que si en 72 horas no era restituido en su cargo el presidente destituido, la OEA suspendería a Honduras.
El 5 de julio de 2009 la OEA publicó un comunicado de prensa mediante el que dio cuenta de la decisión de suspensión inmediata al derecho de participación de Honduras a la entidad a raíz del golpe de Estado y ruptura constitucional que terminó con el Gobierno del presidente Manuel Zelaya, encomendándole a Insulza que «intensifique todas las gestiones diplomáticas y que promueva otras iniciativas para la restauración de la democracia y el estado de derecho en la República de Honduras y a la restitución del presidente José Manuel Zelaya».

#### Hugo Chávez
El 10 de enero de 2013 la OEA publicó un Comunicado del Secretario General de la OEA sobre la situación de Venezuela en el que dijo respetar el camino para que el presidente electo Hugo Chávez volviera a jurar: «El tema ha sido ya resuelto por los tres poderes del Estado de Venezuela: lo planteó el Ejecutivo, lo consideró el Legislativo, y lo resolvió el Judicial. Las instancias están agotadas y, por lo tanto el proceso que se llevará a cabo en ese país es el que han decidido los tres poderes», afirmó el secretario general Insulza. Este comunicado fue criticado por la prensa internacional.

## Actividad tras la OEA
El 23 de noviembre de 2015 fue nombrado agente de Chile en el caso martítimo con Bolivia ante la Corte Internacional de Justicia, en reemplazo de Felipe Bulnes.
Tras el anuncio de la precandidatura de Ricardo Lagos, Insulza sonó como posible precandidato presidencial para la elección de 2017, aunque descartó tomar una decisión antes de las elecciones municipales de octubre de 2016. El 22 de noviembre, el entonces presidente de su partido Osvaldo Andrade, confirmó la precandidatura de Insulza, y al día siguiente renunció a su cargo de agente de Chile en el caso ante La Haya, justo un año después de haber asumido. En abril de 2017 bajó su precandidatura luego que el Comité Central del PS decidiera no hacer una consulta para definir a su abanderado.
Luego de su fallida precandidatura, decidió iniciar una carrera para ser candidato a senador por la Región de Atacama para las elecciones parlamentarias de 2017. Una serie de negociaciones en la Nueva Mayoría terminaron sacándolo de la circunscripción. Tras esto, aceptó ser candidato por Arica y Parinacota con el apoyo de gran parte de la coalición, donde finalmente obtuvo su escaño, siendo esta la primera elección popular que ganó en su extensa carrera política.

## Senador
En el año 2018 integra la comisión de Relaciones Exteriores, la Comisión Especial de Zonas Extremas y Territorios Especiales y la Comisión de Seguridad Pública, la cual preside.
Entre las mociones parlamentarias que ha presentado, está el que modifica  el Capítulo VIII de la Constitución Política de la República, relativo al Tribunal Constitucional. En la misma línea, ingresó un proyecto de acuerdo, en conjunto con una veintena de senadores, donde se pronuncia  acerca del ejercicio de las competencias del Tribunal Constitucional.

## Historial electoral

### Elecciones parlamentarias de 1973
- Elecciones parlamentarias de 1973 para el Tercer Distrito de Santiago, Puente Alto[91]

| Candidato                                 | Partido                    | Votos   | %      | Resultado |
| ----------------------------------------- | -------------------------- | ------- | ------ | --------- |
| A. Confederación de la Democracia         |                            |         |        |           |
| Alberto Zaldívar Larraín                  | PDC                        | 88 618  | 15,68  | Diputado  |
| Carlos Dupré Silva                        | PDC                        | 73 691  | 13,04  | Diputado  |
| José Quezada Meléndez                     | DR                         | 6821    | 1,21   |           |
| Jorge Monckeberg Barros                   | PN                         | 69 782  | 12,35% |           |
| Gustavo Alessandri Valdés                 | PN                         | 85 846  | 15,19% | Diputado  |
| Votos de Lista                            | CODE                       | 7494    | 1,33   |           |
| B. Unidad Popular                         |                            |         |        |           |
| Mario Palestro Rojas                      | PS                         | 112 556 | 19,92  | Diputado  |
| Nieves Yankovic Garafulic                 | IC                         | 5639    | 1,00%  |           |
| José Insulza Salinas                      | MAPU                       | 18 815  | 3,33   |           |
| Miguel León Prado Oyarzún                 | PR                         | 5825    | 1,03   |           |
| Jorge Insunza Becker                      | PCCh                       | 83 225  | 14,73  | Diputado  |
| Votos de Lista                            | UP                         | 6773    | 1,20   |           |
| Votos válidamente emitidos                | Votos válidamente emitidos | 565 085 | 98,59  |           |
| Votos nulos                               | Votos nulos                | 4961    | 0,87   |           |
| Votos en blanco                           | Votos en blanco            | 3124    | 0,54   |           |
| Total de votos emitidos                   | Total de votos emitidos    | 573 170 | 100    |           |
| Fuente: Dirección del Registro Electoral. |                            |         |        |           |

### Elecciones parlamentarias de 2017
- Elecciones parlamentarias de 2017, para Senador por la 1° Circunscripción, Región de Arica y Parinacota, (Arica,  Camarones, General Lagos, Putre)[92]

| Candidato                       | Partido                  | Pacto   | Votos  | %      | Resultados |
| ------------------------------- | ------------------------ | ------- | ------ | ------ | ---------- |
| Enrique Lee Flores              | Independiente            | IND     | 14 824 | 20,76% |            |
| José Miguel Insulza Salinas     | La Fuerza de la Mayoría  | PS      | 14 501 | 20,30% | Senador    |
| José Durana Semir               | Chile Vamos              | UDI     | 9639   | 13,50% | Senador    |
| Salvador Pedro Urrutia Cárdenas | La Fuerza de la Mayoría  | IND-PPD | 8159   | 11,42% |            |
| Verónica Foppiano Díaz          | Frente Amplio            | PL      | 7611   | 10,66% |            |
| Rodolfo Barbosa Barrios         | Chile Vamos              | IND-RN  | 7118   | 9,97%  |            |
| Rodrigo Díaz Bogdanic           | Frente Amplio            | Poder   | 4199   | 5,88%  |            |
| Claudio Ojeda Murillo           | Frente Amplio            | PH      | 1688   | 2,36%  |            |
| Mirtha Arancibia Cruz           | Chile Vamos              | RN      | 1068   | 1,50%  |            |
| Pablo Antonio Pizarro Bossay    | Por Todo Chile           | IND-PRO | 960    | 1,34%  |            |
| Sandra Cecilia Zapata Velásquez | Por Todo Chile           | IND-PRO | 836    | 1,17%  |            |
| Trinidad Victoria Parra Correa  | Convergencia Democrática | IND-PDC | 813    | 1,14%  |            |